# Nowa Karczma (Krynica Morska)
Piaski (nazwa urzędowa Nowa Karczma) – część Krynicy Morskiej, w powiecie nowodworskim, w województwie pomorskim na Mierzei Wiślanej, nad Zatoką Gdańską i nad Zalewem Wiślanym. Położona przy drodze wojewódzkiej nr 501, na końcu polskiej strefy Mierzei Wiślanej, w odległości około 4 km od granicy Polski z Rosją (obwód królewiecki). Od 1991 roku znajduje się w granicach administracyjnych odległego o 11 km miasta Krynica Morska. Większość zabudowań usytuowanych jest przy ulicach Piaskowej, Słonecznej i Bursztynowej.

## Historia
Dawna nazwa miejscowości – Nowa Karczma pochodzi od istniejącej na tym terenie w średniowieczu karczmy. Powstała ona dzięki przywilejowi z 16 maja 1429 roku nadanemu karczmarzowi Hannosowi przez komtura krzyżackiego Henryka Holta.
Pierwszy kościół wybudowano w Nowej Karczmie około 1600 roku. Jest również cmentarz mennonicki z XVIII wieku. Wędrujące wydmy powodowały, że osada na przestrzeni wieków kilkakrotnie zmieniała swoje położenie. Do 1793 roku miejscowość należała do Gdańska, w tym w latach 1466–1772 była w składzie województwa pomorskiego i wraz z tym miastem do I Rzeczypospolitej. Granica z Prusami Książęcymi przebiegała w tamtym czasie dopiero niespełna 1 km na wschód od sąsiedniej wioski rybackiej Narmeln Polski (obecnie nieistniejąca na terytorium Federacji Rosyjskiej).
Ruchome piaski zasypywały systematycznie zabudowania wsi. Ostatnia taka migracja miała miejsce w 1825 roku.
W czasie II wojny światowej Nowa Karczma uległa zniszczeniu. 1 maja 1945 roku została zajęta przez wojska radzieckie. Z czasem przejęła ją administracja polska, a po wytyczeniu granicy przybyli pierwsi polscy osadnicy.
W 1948 roku wprowadzono urzędowo polską nazwę Nowa Karczma, zastępując poprzednią niemiecką nazwę wsi Neukrug (obecnie wschodnia część miejscowości), a także wprowadzono nazwę Ptaszkowo, zastępując nazwę wsi Vöglers (obecnie zachodnia część miejscowości). Potocznie stosowano także nazwę Piaski (1988, 2003).
W 1964 roku z Krynicy Morskiej doprowadzona została droga asfaltowa.
Do 1991 roku Nowa Karczma była wsią w gminie Sztutowo. W 1991 roku wraz z innymi miejscowościami weszła w skład miasta Krynica Morska.
W 1990 zbudowano tu nowy kościół. W 1992 roku erygowano parafię rzymskokatolicką, prowadzoną od 1996 roku przez michalitów. Kościół pod wezwaniem Matki Bożej Gwiazdy Morza został konsekrowany 29 października 2000 roku.

## Gospodarka i turystyka
Podstawowym źródłem dochodów ludności jest rybołówstwo oraz w okresie letnim obsługa ruchu turystycznego. Znajdują się tu hotel, pensjonaty, kwatery prywatne i pola namiotowe.
Miejscowość leży na szlaku rowerowym Mierzei Wiślanej R-10 stanowiącym łącznik międzynarodowego szlaku EuroVelo 10.

## Port i przystań rybacka
W 2006 roku została ustalona przystań morska w Krynicy Morskiej – „basen III – Nowa Karczma”. Do basenu prowadzi tor wodny o głębokości technicznej 2,0 m, szerokości w dnie 40 m i długości 1,12 km do prawej główki wejściowej. Port jest nieosłonięty od wiatru od strony Zalewu. Składa się z dwóch basenów oddzielonych pomostem centralnym. Od strony otwartego morza działa mała przystań rybacka..

## Kultura i film
W 1970 roku w Piaskach kręcono zdjęcia do polskiego filmu obyczajowego Przystań według scenariusza Marka Nowakowskiego, w reżyserii Pawła Komorowskiego.
Piaski stanowiły przez ponad 40 lat ulubione miejsce wypoczynku pisarki Joanny Chmielewskiej. W 2017 roku została patronką ulicy.

## Galeria

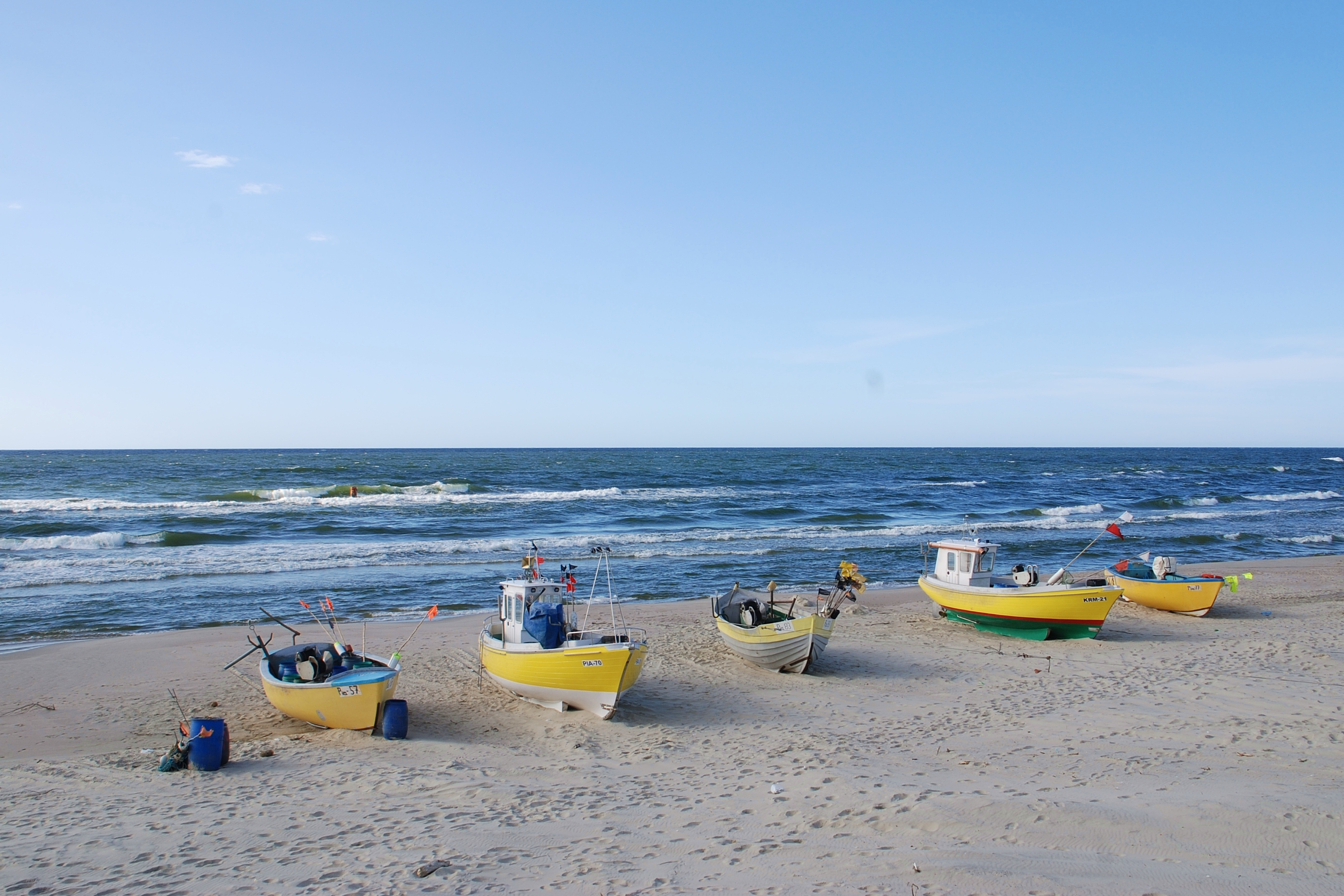
Przystań rybacka
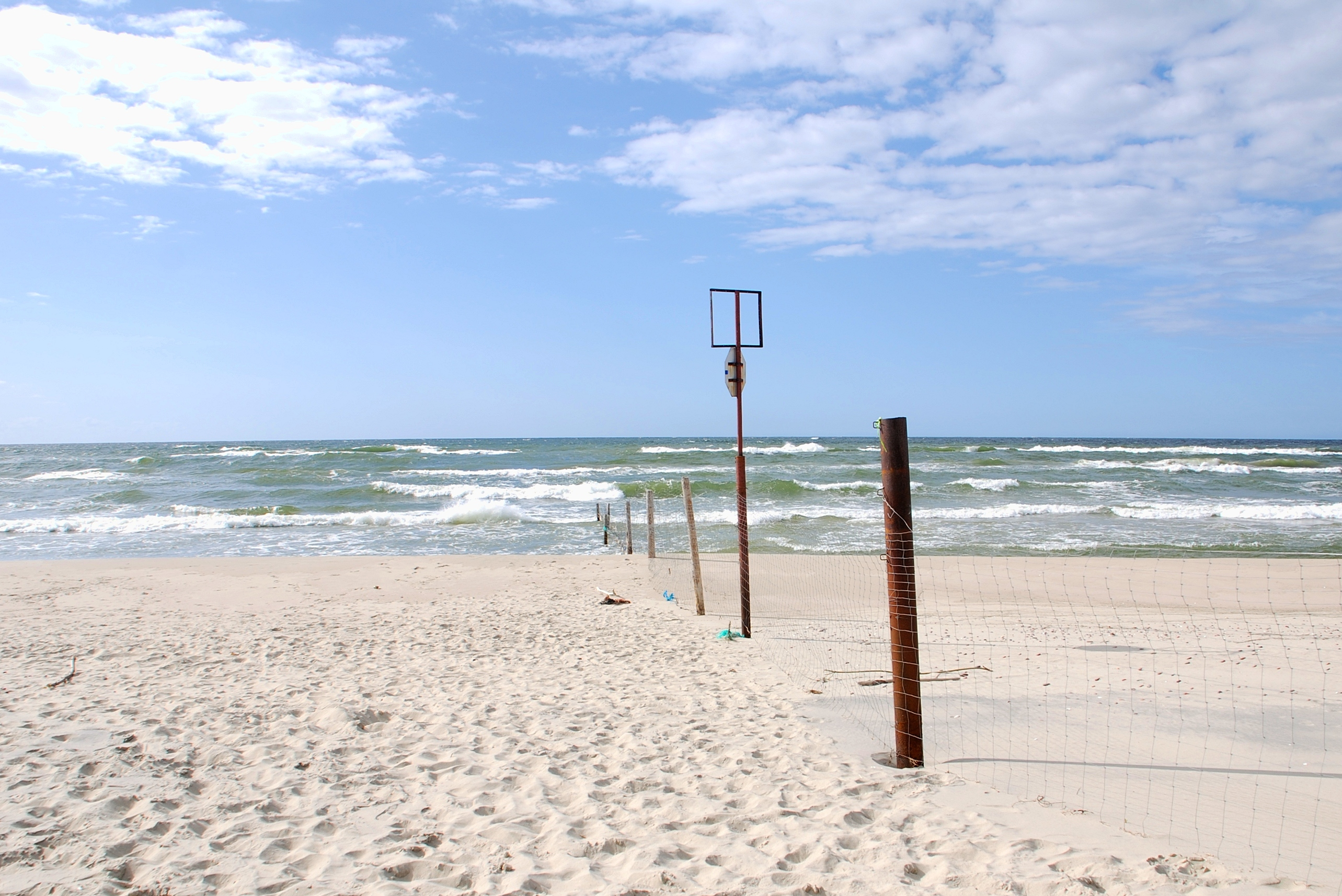
Granica z Rosją
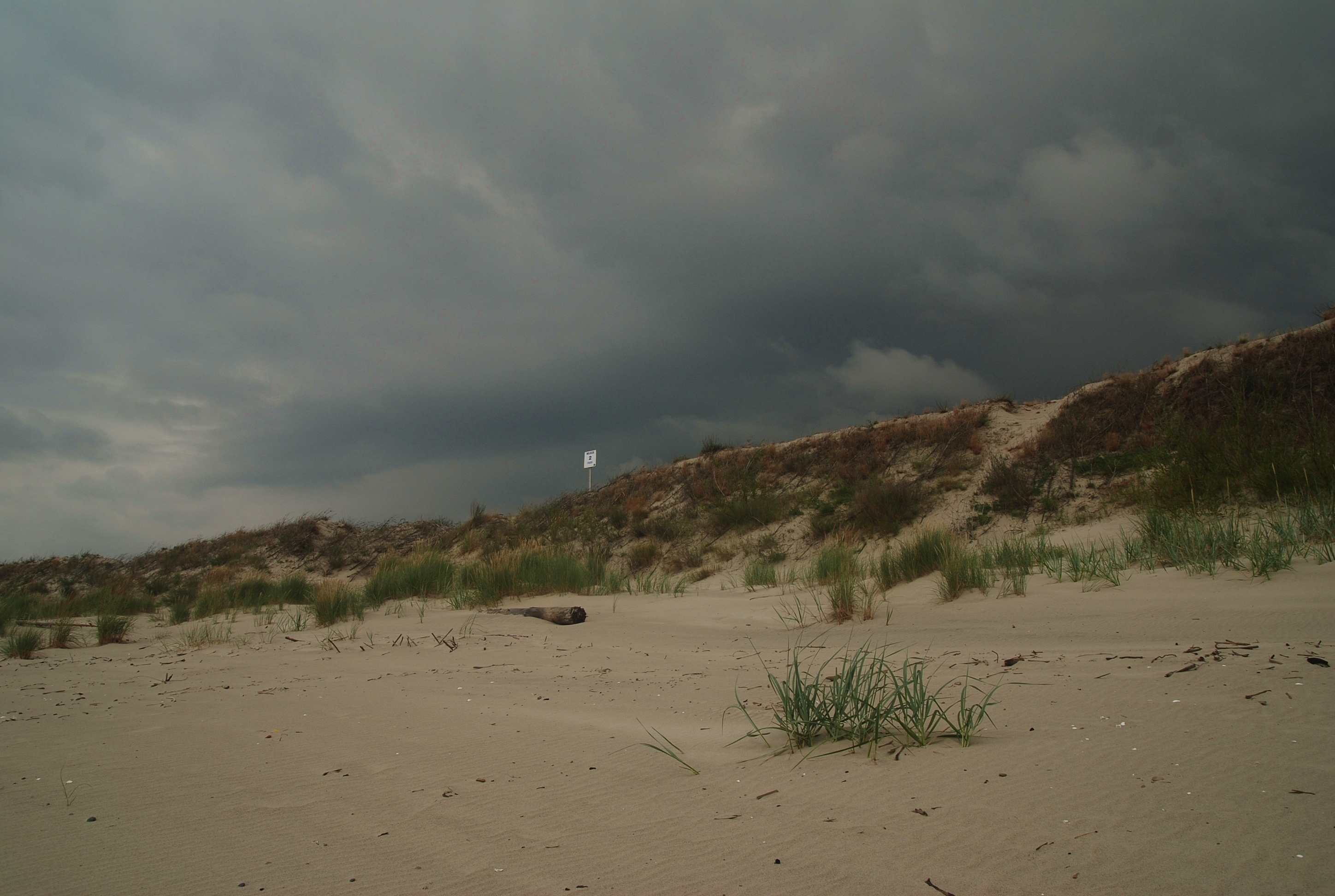
Brzeg morski
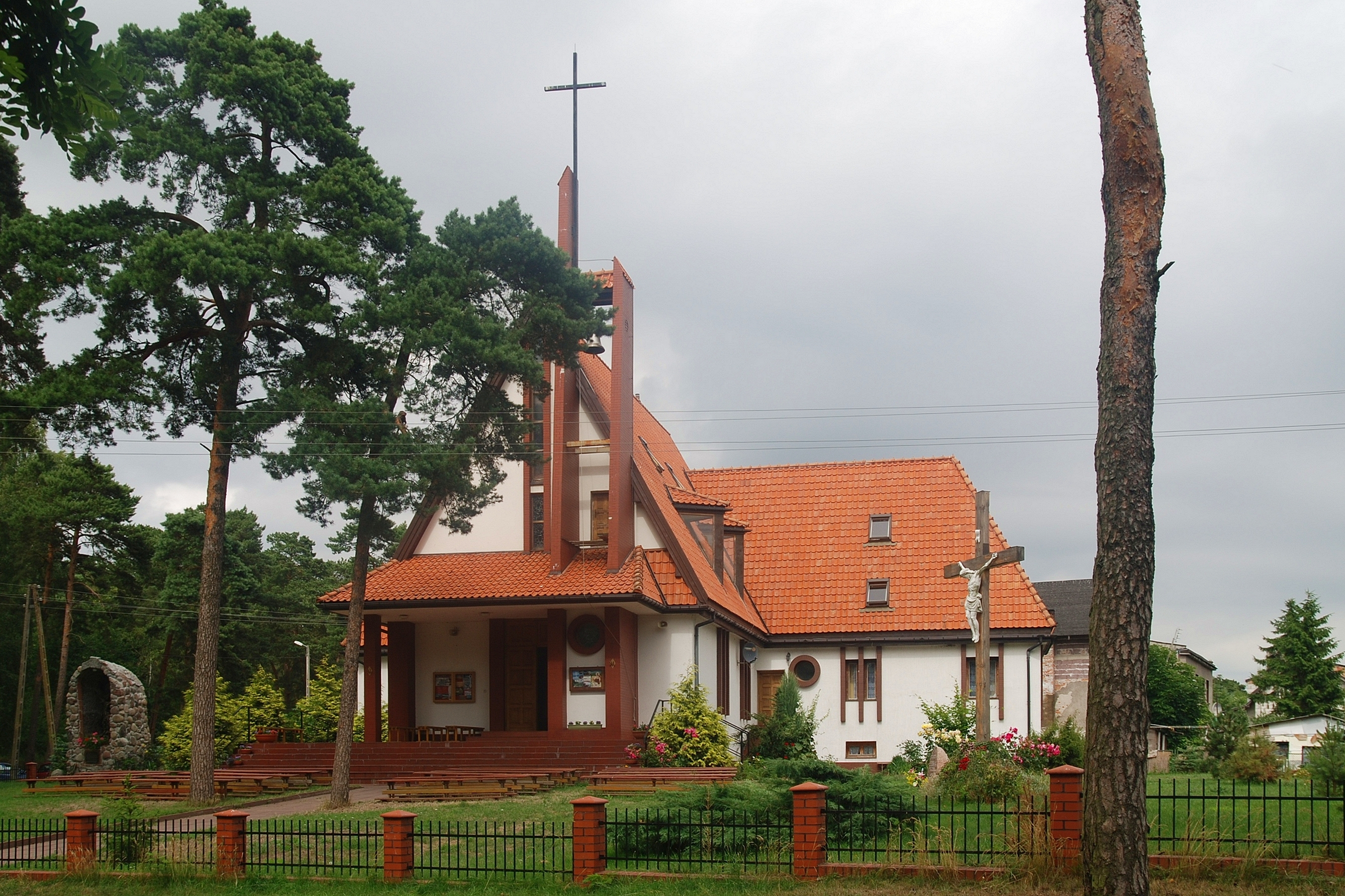
Kościół parafialny
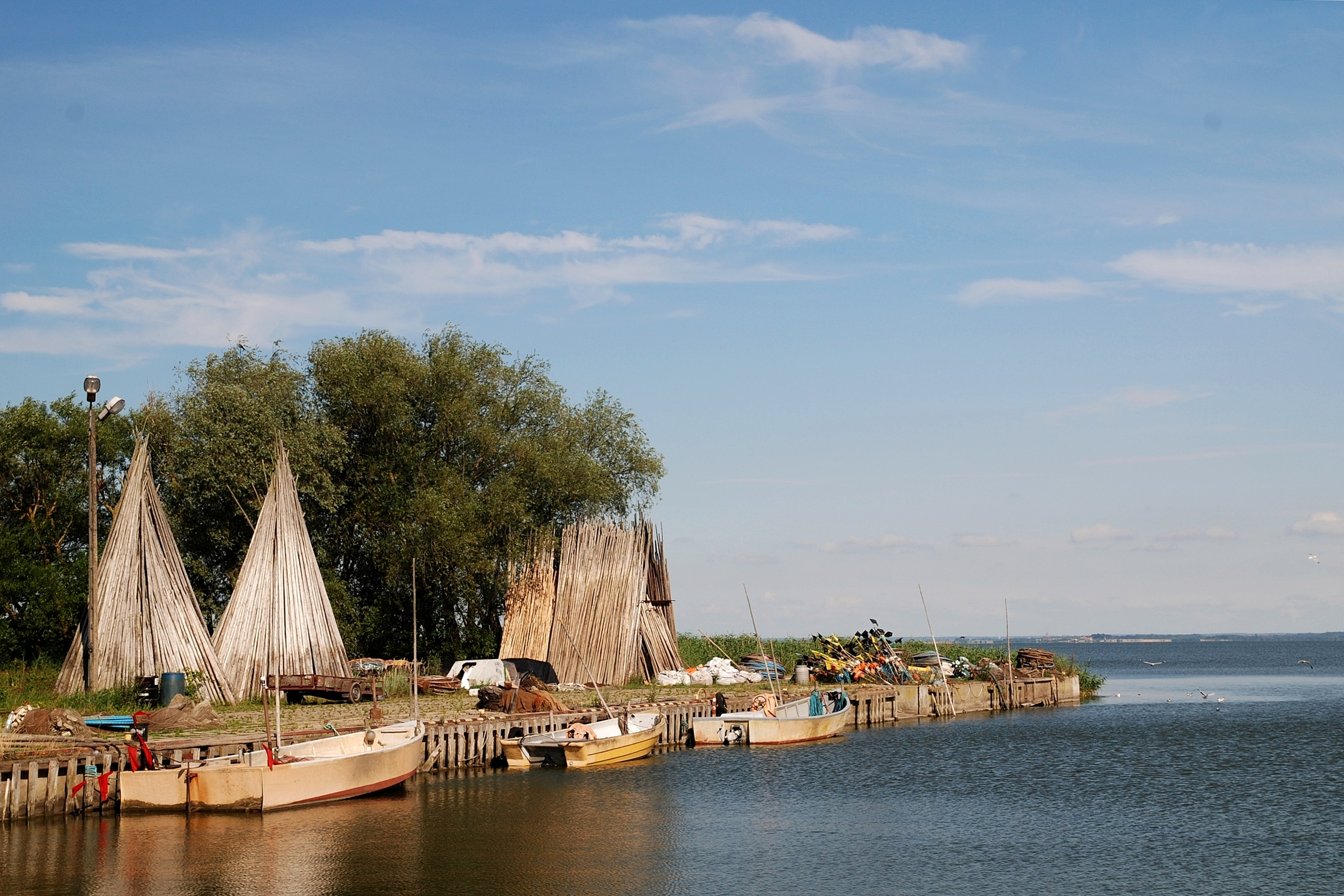
Port rybacki i jachtowy na Zalewie Wiślanym
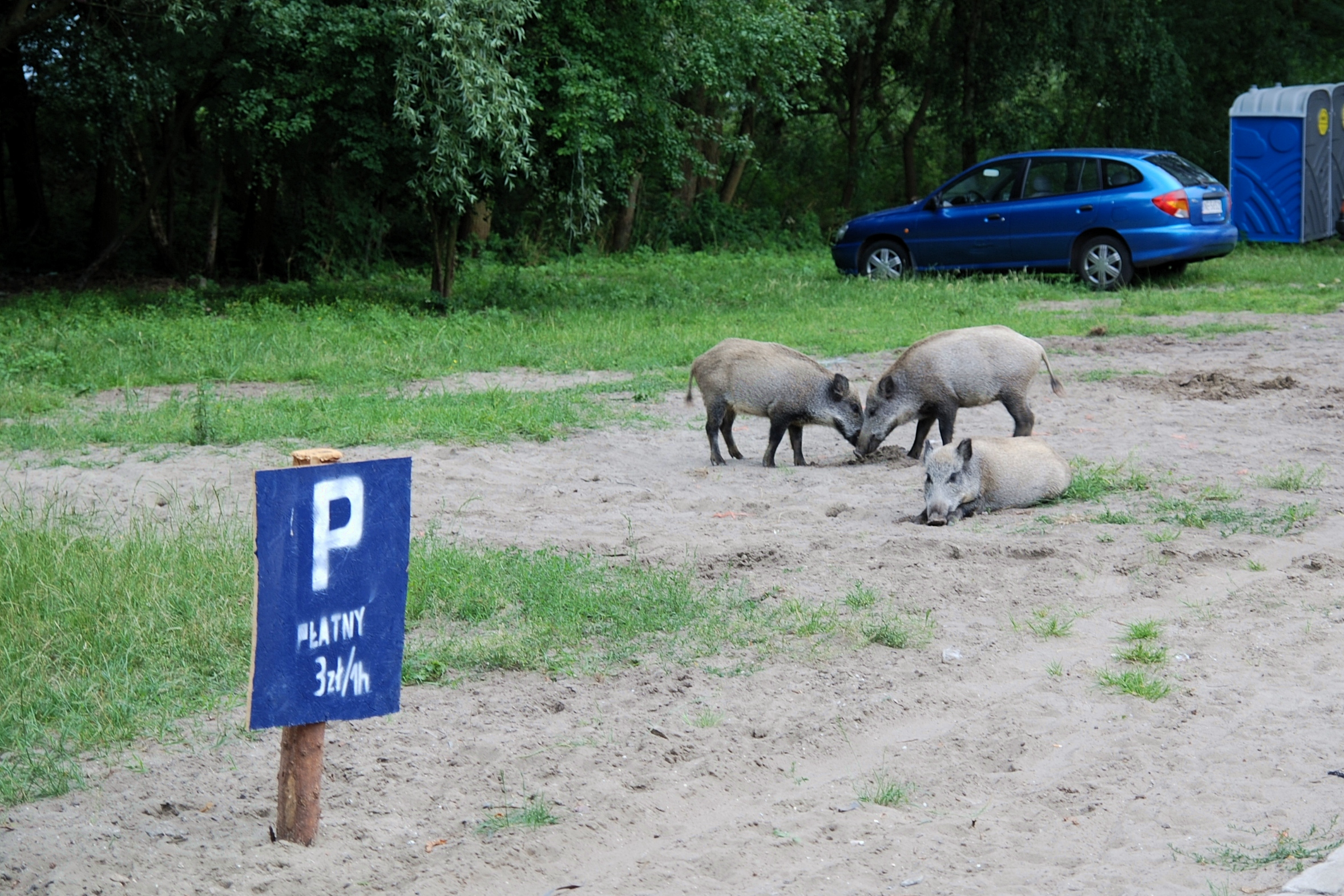
Na parkingu
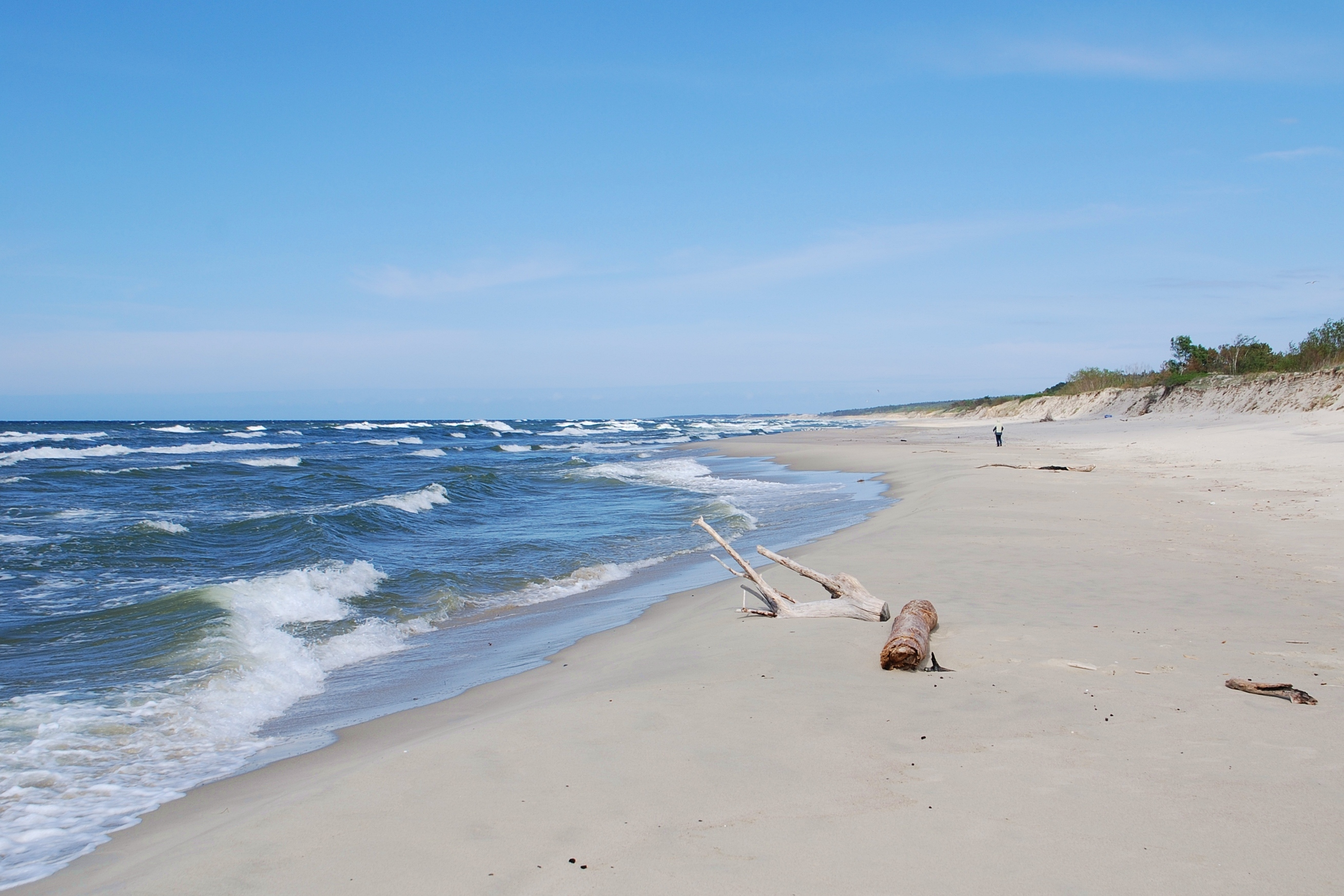
Plaża
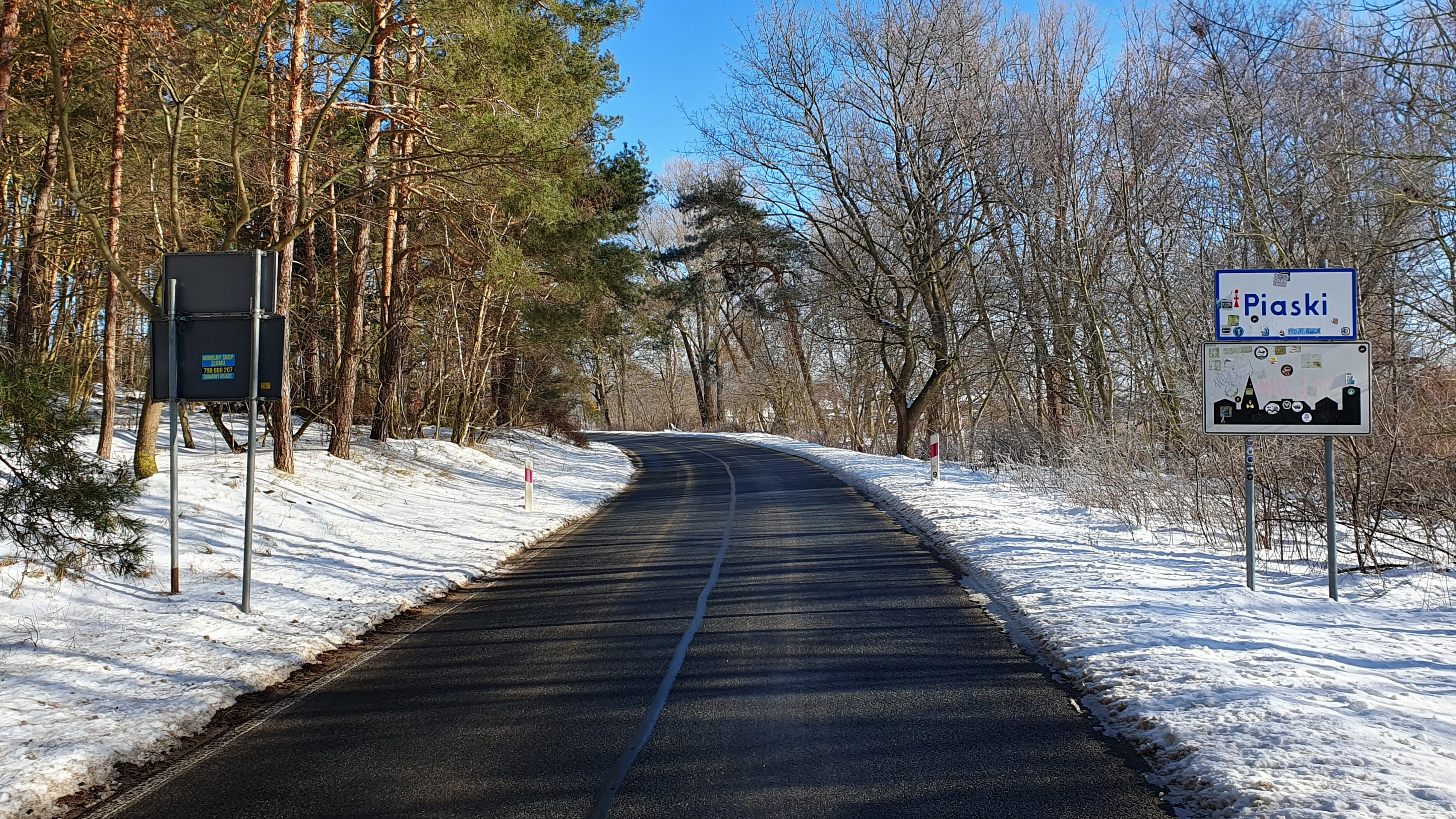
Tablica na wjeździe
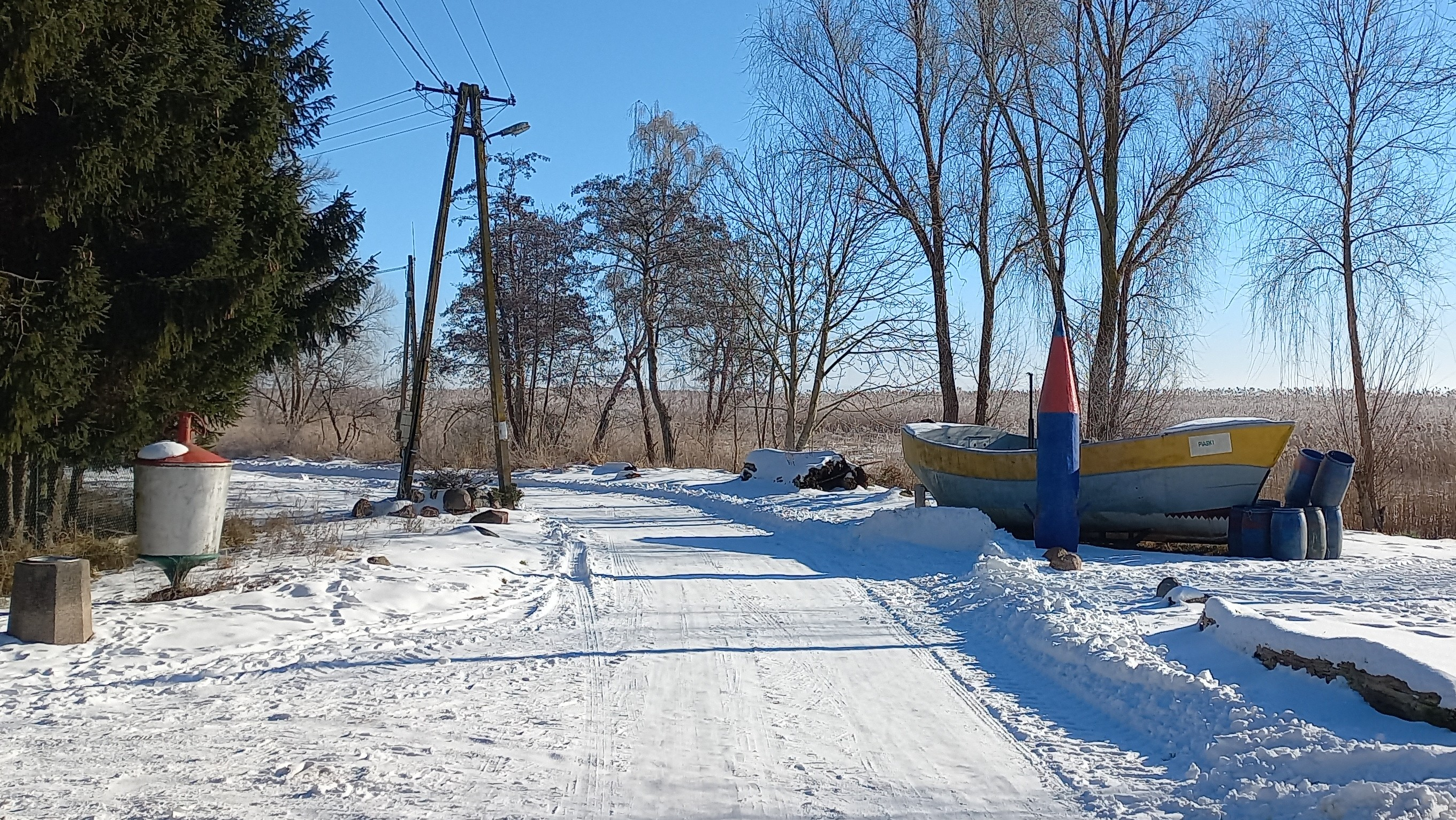
Łódź rybacka "Piaski"
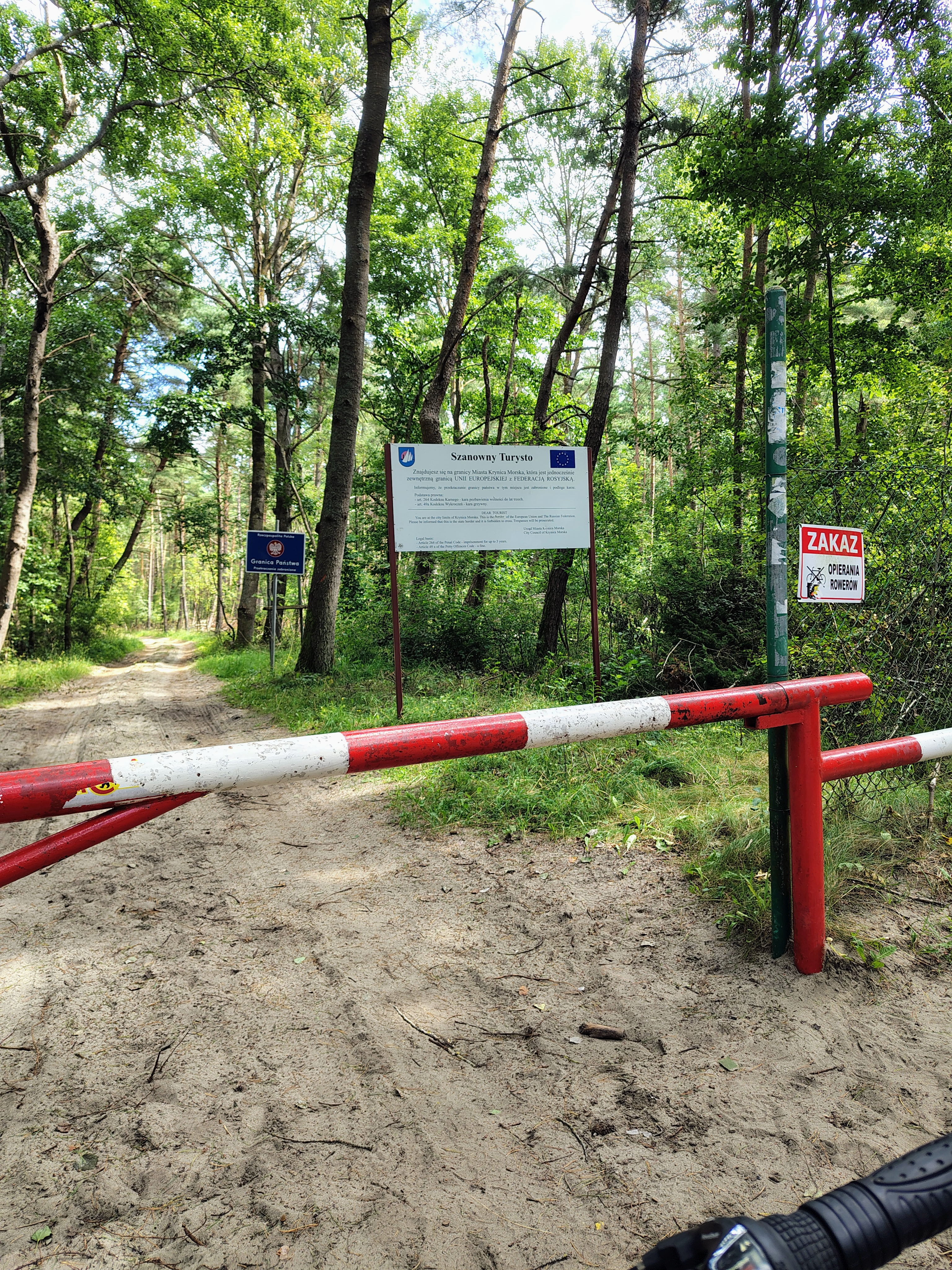
Granica Polski z Federacją Rosyjską
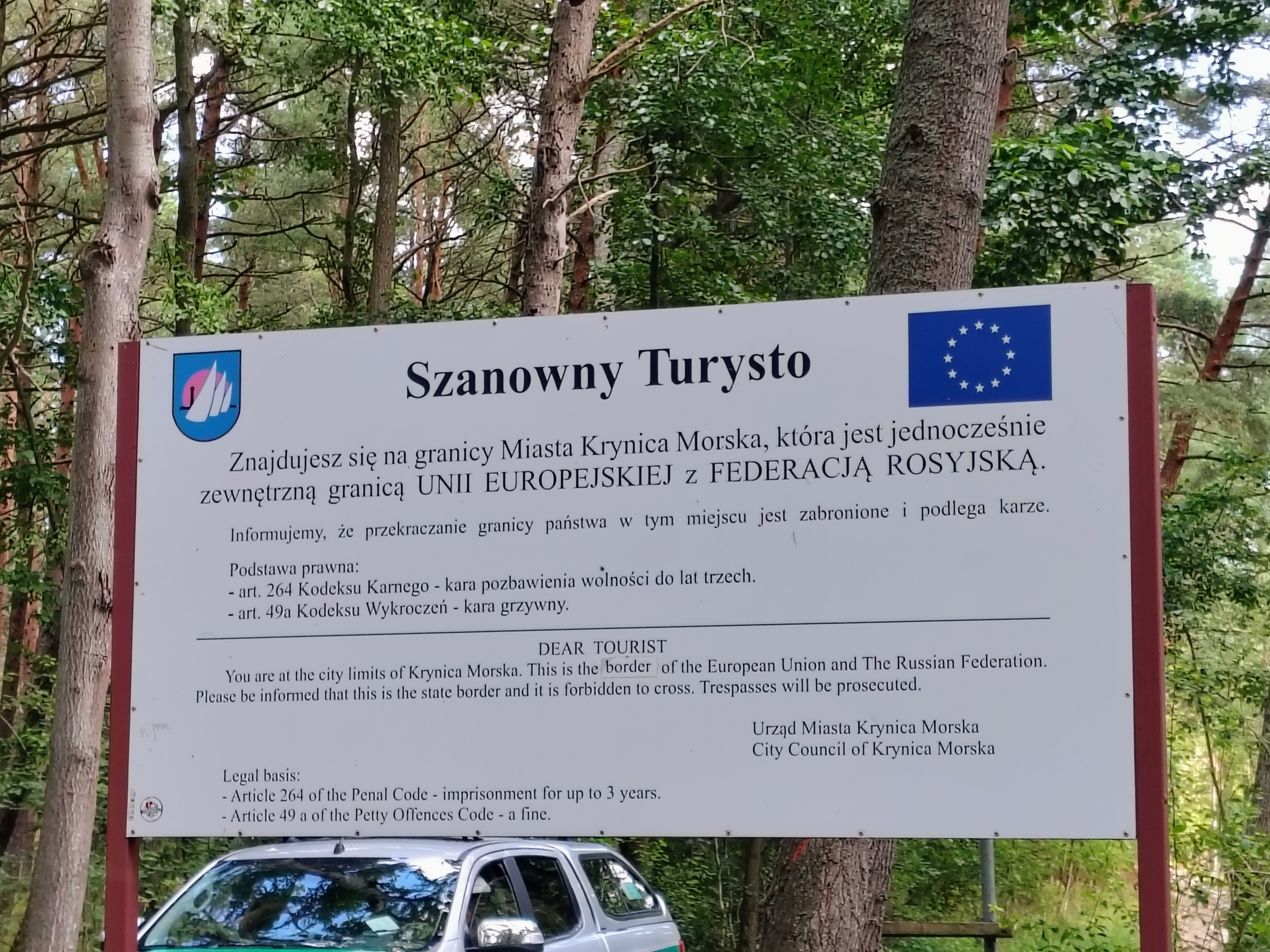
Znak na granicy z Rosją
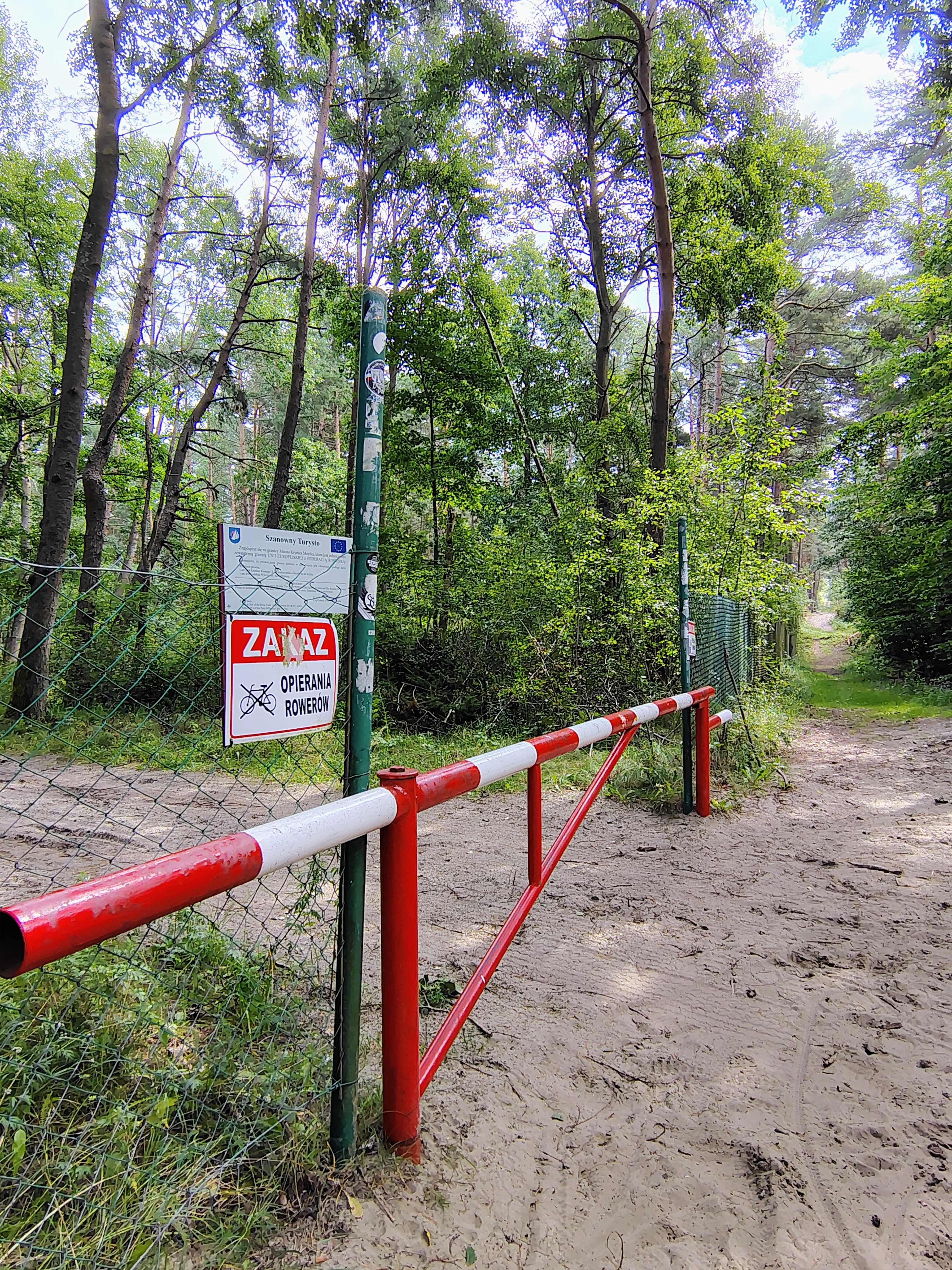
Szlaban na granicy z Rosją
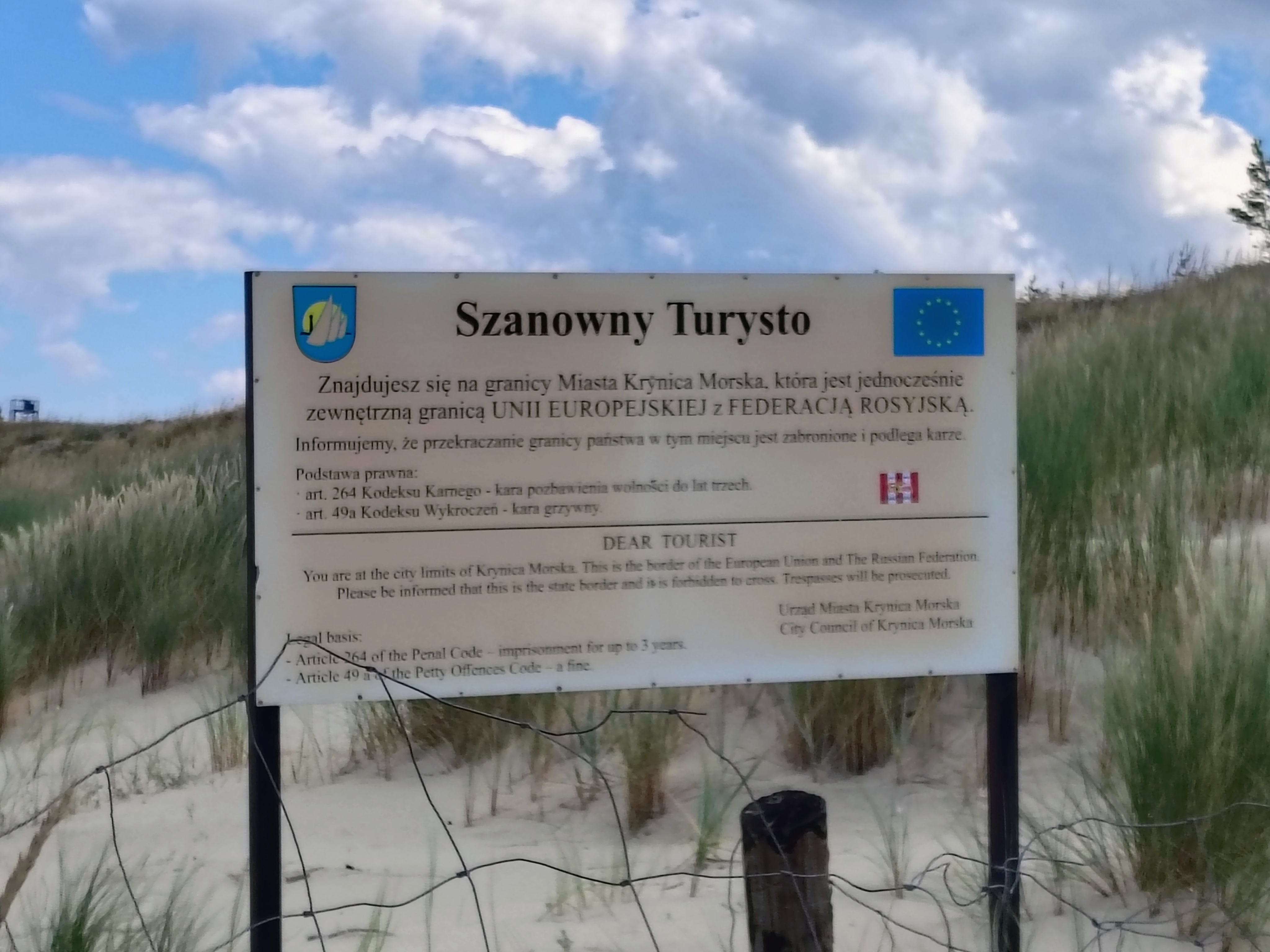
Znak na plaży graniczącej z Rosją